# Emir Tufek
Emir Tufek (* 4. Oktober 1966) ist ein bosnischer Fußballtrainer und früherer -spieler auf der Position des Mittelfeldspielers.